# From the Sky Down
From the Sky Down – film dokumentalny z 2011 roku opowiadający o irlandzkim zespole rockowym U2. Film wyreżyserował Davis Guggenheim. Akcja skupia się na okresie w historii zespołu od trasy Lovetown Tour na przełomie lat '80 i '90 XX wieku do powstawania płyty Achtung Baby w roku 1991. Obraz powstał na 20. rocznicę wydania płyty Achtung Baby, która przypadła 19 listopada 2011 roku. W filmie zostały wykorzystane nagrania zarejestrowane podczas recordingu Achtung Baby w Hansa Studios w Berlinie i w Winnipeg przed Festiwalem Glastonbury 2011.
Premiera filmu odbyła się w Toronto International Film Festival 8 września 2011 roku. Po raz pierwszy w historii na otwarcie festiwalu wyświetlony został film dokumentalny. 12 grudnia film ukazał się na Blu-ray i DVD.
Krytycy nie byli zgodni, co do From the Sky Down, ponieważ film otrzymał wiele mieszanych opinii. Obraz pokazuje wiele kadrów, które można było zobaczyć w filmie dokumentalnym dołączanym do remasteru poprzedniej płyty U2 "The Joshua Tree". W filmie znalazło się jednak wiele wcześniej nie widzianych smaczków, które wcześniej nie ujrzały światła dziennego, np. Bono i The Edge grający bluesa w klubie razem ze sławnym gitarzystą bluesowym Steviem Ray Vaughanem i T-Bone Burrnetem. Bono i Edge wykonują też kilka utworów solo na potrzeby filmu.
Pod koniec seansu znalazło się wykonanie utworu "Even Better Than The Real Thing" nagranego na festiwalu Glastonbury, na którym U2 dało występ w 2011 roku.
Utwory wykorzystane w filmie (kolejność losowa)
1. The Fly (soundcheck)
2. One
3. Love is Blidness (solo The Edge)
4. The Fly (solo Bono)
5. Who's Gonna Ride Your Wild Horses (soundcheck)
6. So Cruel (Bono&The Edge)
7. Even Better Than The Real Thing (Glastonbury live 2011)
8. Zoo Station
9. Mysterious Ways (Hansa Studios soundcheck 1990)